# Baretta (televisieserie)
Baretta is een Amerikaanse misdaadserie die op de televisie werd uitgezonden van 1975 tot 1978. De serie was een mildere versie van de succesvolle serie Toma, die te zien was op ABC. In Nederland was de serie vanaf september 1975 te zien bij de TROS op maandagavond.

## Verhaal
De serie draait om detective Anthony Vincenzo "Tony" Baretta, een onorthodoxe agent die met zijn grote geelkuifkaketoe Fred in een appartement woont in het omgebouwde King Edward Hotel. De stad waarin de serie zich afspeelt wordt niet bij naam genoemd.
Net als zijn rolmodel David Toma draagt Tony Baretta geregeld vermommingen voor zijn opdrachten. Hij heeft vaak een niet-brandende sigaret tussen zijn lippen of achter zijn oor. Zijn auto is een roestige vierdeurs Chevy Impala uit 1966 bijgenaamd "The Blue Ghost".
Bijpersonages in de serie zijn:
- Billy Truman, de oude hotelmanager/huisdetective die ooit samenwerkte met Tony's vader.
- Rooster, een pooier en Tony's favoriete informant.
- Tony's opzichters inspecteur Shiller en luitenant Hal Brubaker.
- Detective Foley.
- "Fats", een collega van Tony.
- Detective Nopke, een nieuwe detective die opkijkt tegen Tony.
- Little Moe, een informant van Tony.
- Mr. Nicholas, een gangsterbaas.
- Mr. Muncie, eigenaar van een drankwinkel.

## Rolverdeling
| Acteur             | Personage              |
| ------------------ | ---------------------- |
| Robert Blake       | Detective Tony Baretta |
| Tom Ewell          | Billy Truman           |
| John Ward          | Foley                  |
| Edward Grover      | Luitenant Hal Brubaker |
| Michael D. Roberts | Rooster                |
| Sharon Cintron     | Mimi                   |

## Titelsong
De titelsong, "Keep Your Eye on the Sparrow", werd geschreven door Dave Grusin en M. Ames. Aanvankelijk was het een instrumentaal nummer. In een later seizoen werd er een tekst voor geschreven, gezongen door Sammy Davis jr.